# Wskaźnik saprobowości
Wskaźnik saprobowości – wskaźnik określający poziom zanieczyszczenia wód martwą materią organiczną lub produktami jej gnilnego rozkładu.
Termin saprobowość pochodzi od greckiego słowa „sapros”, czyli gnilny. Jego definicję po raz pierwszy podali Prag (1966) oraz Caspers i Karbe (1966); była ona oparta na przemianach mikrobiologicznych zachodzące w zanieczyszczonych wodach.
Pierwszej klasyfikacji organizmów wodnych jako wskaźników jakości wody dokonali Cohn w 1870 r. oraz Mez w 1898 r. następnie Kolkwitz i Marsson opracowali system saprobów, na podstawie którego wyróżnili w wodach naturalnych 4 strefy saprobowe:
- polisaprobowe – w najbardziej zanieczyszczonych wodach
- α-mezosaprobowe – w średnio zanieczyszczonych wodach
- β-mezosaprobowe – w średnio zanieczyszczonych wodach
- oligosaprobowe – w najmniej zanieczyszczonych wodach

Rozszerzenia o dokładne podziały wód pod względem stopnia zanieczyszczenia, wprowadzenia nowych gatunków wskaźnikowych, jak i zastosowania metod statystycznych celem ujednolicenia wyników badań dla ich prostej i pełnej interpretacji dokonali:
- Liebmann (1962) oraz Sladecek (1973) – rozszerzyli listę organizmów wskaźnikowych,
- Thomas (1944) – podzielił strefę polisaprobową w zależności od wielkości BZT5 na podstrefy:
  - α-polisaprobowa (bakteryjna)-BZT5>60 mg/l O2
  - β-polisaprobowa (orzęsków)-BZT5 30–60 mg/l O2
  - γ-polisaprobową (Sphaerotilus)BZT5 20–30 mg/l O2

Saprobowość jest sumą wszystkich procesów rozkładu materii dostarczających wolnej energii. Można ją ocenić za pomocą dynamiki przemian dysymilacyjnych, intensywności poboru tlenu lub składu biocenozy i jest w tym ujęciu procesem przeciwstawnym produkcji pierwotnej. Saprobowość jest zatem tym wyższa, im większe jest zanieczyszczenie wody.
Organizmy stanowiące wskaźniki zanieczyszczenia wody dzielimy na cztery podstawowe grupy:
- polisaprobowe – w najbardziej zanieczyszczonych wodach
- α-mezosaprobowe – w średnio zanieczyszczonych wodach
- β-mezosaprobowe – w średnio zanieczyszczonych wodach
- oligosaprobowe – w najmniej zanieczyszczonych wodach

Sukcesywny wzrost saprobowosci, powoduje liczebną przewagę destruentów nad innymi ugrupowaniami w biocenozie. Odwrotnie, samooczyszczanie prowadzące do zmniejszania saprobowości, prowadzi do stałego zwiększania się udziału producentów.
Strefy saprobowe w zasadzie odpowiadały klasom czystości wód klasyfikacji trójstopniowej.